# Johannes Käspert
Johannes Käspert (ur. 21 maja 1886 w Narwie, zm. 11 listopada 1937 w Leningradzie) – estoński rewolucjonista i działacz komunistyczny.

## Życiorys
W 1912 wstąpił do SDPRR(b). W październiku 1917 został członkiem Komitetu Wykonawczego Rad Estonii (Estlandii) i członkiem Wojskowego Komitetu Rewolucyjnego Estonii oraz Rewelskiego Komitetu SDPRR(b), po rewolucji październikowej kierował wydawnictwem i został komisarzem ds. prasy Estońskiej Republiki Radzieckiej. Następnie kierował Wydziałem Administracyjnym Komitetu Wykonawczego Rad Estonii, a od marca 1918 (gdy zawarty został traktat brzeski) pracował w redakcji gazety Prawda oraz w Ludowym Komisariacie do spraw Narodowości. Po proklamowaniu w Narwie Estońskiej Komuny Ludu Pracującego kierował jej Zarządem Spraw Wewnętrznych, a od 1919 pracował w sztabie Armii Czerwonej i następnie w organach Czeki, 1 grudnia 1922 został szefem Oddziału II Wydziału Kontrwywiadowczego GPU, a w 1925 sekretarzem odpowiedzialnym Istpartu (Komisji ds. Historii Rewolucji Październikowej) przy KC KPE. W 1927 pracował w gubernialnym komitecie WKP(b) w Leningradzie, później ponownie w GPU i od stycznia do maja 1929 był p.o. szefa i następnie szefem gubernialnego oddziału GPU w Wołogdzie i potem okręgowego oddziału GPU w tym mieście. W 1930 został sekretarzem Biura Zagranicznego KC KPE i potem sekretarzem Estońskiej Sekcji Komitetu Wykonawczego Międzynarodówki Komunistycznej w Leningradzie, później był dyrektorem drukarni Külvaja w Leningradzie i jednocześnie do sierpnia 1937 sekretarzem leningradzkiego oddziału Biura Zagranicznego Estońskiej Sekcji Komitetu Wykonawczego Międzynarodówki Komunistycznej.
11 sierpnia 1937 został aresztowany i następnie rozstrzelany podczas wielkiego terroru.